# Krištof Korvin
Krištof Korvin ali Krištof Hunyadi (madžarsko Corvin Kristóf) je bil ogrski princ in zadnji moški potomec ogrske vladarske rodbine Hunyadi, * avgust 1499, Bihać, † 17. marec 1505.

## Življenje
Krištofov oče Ivan Korvin je bil nezakonski sin ogrskega kralja Matije Korvina. Mati Beatrica je bila iz slavne hrvaške plemiške družine Frankopan. Krištof je imel sestro Elizabeto, zaročeno z Jurijem Zapoljo, mlajšim bratom Ivana Zapolje, kraljem južnega dela Ogrske. Po očetovi smrti leta 1504 je Krištof postal glava družine, vendar je kmalu zatem umrl in moška veja rodbina Hunyadi je izumrla. Pokopali so ga poleg očeta v samostanu v Lepoglavi. Po smrti se je govorilo, da so ga zastrupili. Kmalu za njim je pri dvanajstih letih umrla tudi sestra Elizabeta.

## Vir
- Gyula Schönherr. Hunyadi Corvin János (János Corvinus Hunyadi). Franklin-Társulat, Budimpešta, 1894.